# Borgfirðingar
Borgfirðingar (Borgfirdhingar) es un apelativo que identifica a un amplio grupo de clanes familiar del norte de Islandia durante el periodo de la Mancomunidad Islandesa hasta su disolución. Su nombre se debe al fiordo de Borgarfjörður y su presencia es muy prolífica en las sagas islandesas, de las cuales cuatro se han compilado en las llamadas sagas Borgfirðinga (nórdico antiguo: Borgfirðinga sǫgur o «las sagas de los habitantes de Borgarfjörður») y que relatan acontecimientos de aquella región:
- Saga Heiðarvíga
- Saga de Gunnlaugs ormstungu
- Saga de Bjarnar Hítdœlakappa
- Saga de Hænsna-Þóris

Entre los caudillos más notables del norte relacionados con los Borgfirðingar se encontraban Þorgils Arason e Illugi Hallkelsson. Los Borgfirðingar ampararon a Gestur Þórhallsson, autor de la muerte de Styr Þorgrímsson, y entraron en grave conflicto con Snorri Goði y sus aliados. Snorri llevó el caso al Althing pero fue desestimado y humillado por Þorsteinn Gíslason, goði del clan, y como represalia en otoño de c. 1007 acabó con la vida de Þorsteinn y su hijo Gunnar.
El clan Borgfirðingar fue uno de los primeros en aceptar el tratado de unificación con la corona de Noruega en 1262 tras la intervención del enviado real Hallvarður gullskór, que culminó con la firma del gamli sáttmáli.